# ZunZuneo
ZunZuneo war ein ab 2010 von der US-Entwicklungsbehörde USAID finanzierter Kurznachrichtendienst auf SMS-Basis für kubanische Nutzer von Mobiltelefonen. Der Service wurde mit dem Aussehen eines kommerziellen Unternehmens mit Werbebannern aufgebaut und sollte nach der Aufbauphase den Zwecken der Propaganda und der Datengewinnung über die Nutzer dienen. Die Hintergründe des seit Mitte 2012 eingestellten Dienstes wurden im April 2014 durch eine Enthüllungsreportage der US-amerikanischen Nachrichtenagentur Associated Press bekannt.
Die US-Regierung plante mit dem Dienst die kubanische Jugend zur Rebellion gegen die kubanische Regierung zu ermutigen.
Zur Verschleierung der tatsächlichen Herkunft lag die Zentrale im spanischen Barcelona. Der Dienst gewann bis zu seiner Einstellung im Sommer 2012 fast 40.000 Nutzer. Er wurde abgeschaltet, nachdem der festgesetzte Etat für das Projekt aufgebraucht war und die kubanischen Sicherheitsbehörden den Dienst auf die Liste der blockierten Websites gesetzt hatten.
Dieses Vorgehen der USA soll auch in anderen Ländern praktiziert worden sein.